# Гърнати
Гърнати е село в централната част на Южна България. То се намира в община Неделино, област Смолян. Настоящ кмет на селото е Асен Гънгаров.

## География
Селото се намира в западната част на Източните Родопи, на границата между Смолянска и Кърджалийска област. То е най-крайното село на област Смолян и е 2-ро по големина в община Неделино. Разстоянието до гр. Неделино е 17 километра (най-отдалеченото село от общинския център). Отстои на 65 километра от Смолян и Кърджали, на 150 километра от Пловдив и на 295 километра от столицата София. Разположено е на 1185 метра надморска височина по склоновете на рида Жълти дял и в скута на най-високия връх в Източните Родопи – връх Алада. Релефът на Гърнати е планински, с вековни широколистни и иглолистни гори, зелени пасища и ливади. Селото е богато на множество студени извори. Красива и живописна е и долината на Мъзълска река, която прорязва Родопа. На самата река има изградени няколко моста, останали от древни времена, някои от които са се превърнали в символ на селото. Гърнати е уникално и със своя облик от старинни каменни и новоизградени три-четириетажни къщи, съхранили белезите на традиционната родопска архитектура. Климатът в Гърнати е много мек, със средно студена зима и с топло лято. През лятото гъстите дъбови и борови гори около селото осигуряват прохладни нощи.
Местното население е запазило през вековете характерния говор, песните и обичаите си. То е разделено на няколко махали – Аптовце, Юрунце, Мерамате, Рамате и Мъзълце.
Интересни са местните наименования на местности, ниви и ливади като Равнищана, Гулюмана върба, Корито, Муратово, Милчево, Картозе, Стояново, Падала, Костадин, Дидео, Равнище, Слива, Йенево, Гробове, Кашлакън, Устерсконо, Червено гуно, Параджик, Бялево, Колибана, Камен, Караметско, Преслуп, Кърмилоно, Дуилоно, Друман, Поток, Алевине равница, Дишлицкана ливада, Астенана, Сиво, Попова чука, Караджово, Средноно, Упардидьово, Лещана, Черешкана, Синен камен, Длега бърчина и други.
От високите ридове и от подножието на връх Алада извират Дидьовска падина, Милчова падина, Мъзълска река, Буреска река, Малка река и други, които при сливането си с Неделинска река до с. Крайна образуват река Върбица.

## История
Селото е най-старото селище в региона. То е създадено още в края на 7 – началото на 6 век пр.н.е. Името му се упоменава разговорно с имената Гърнати, Гарнате или Кепенек, произлизащи от думата гърне – това се дължи на факта, че многократно са откривани гърнета с алтъни из търлите в селото (много предания също разказват за заровени кервани със злато, колиета, Златно рало), от които 13 гърнета са открити през 1981 г. в местността Астенана, а думата „ате“ от името на древногръцка богиня, покровителка на заслепяването, заблуждението и помрачението на ума. През 2009 г. археологически разкопки близо до местността Друман откриха златни монети, датиращи от 7 век пр.н.е.
Данни за селото като селище има и в края на 2 век, когато около местността Емерьова търла е имало малко тракийско, а после и римско селище, което в края на Х век е служило за контролно-пропускателен пункт, счита се че и на намиращия се наблизо връх Алада е имало вишка за наблюдения и съгледвачи следящи движението по римския път, който е с ключово значение през късното Средновековие. Той е продължавал към Беломорието и Константинопол, който от части е запазен. За това свидетелстват намерените съдове, некрополи и други антични предмети.
Първите заселници на Гърнати са хуните. Те избрали сегашните земи на селото за свой олтар и скривалище на всичките им богатства и ценности. За надзиратели на гърнетата с алтъни били оставени трима мъже от племето. Постепенно те се задомили, родили им се деца, внуци, а разговорно в племето били започнали да ги наричат „гърнетари“. Като основатели на селото и носители на това прозвище селото било наречено Гърнати. Във вековете селото продължавало да се разраства и разширява. В края на 6 век в Гърнати пристига славянско племе, идващо от покрайнините на река Днепър, днешните земи на Русия и Беларус. Интересно е, че това било единственото славянско племе – водено от жена, на име Раматина. А името на самото племе било на своя водач – раматини. Те заживяват в покрайнините на махала Юрунце, като след време образуват махала Рамате – кръстена на водача на племето, което се заселило. През Великото преселение на народите и Средновековието много племена и народи преминали през земите на селото. През 18 век един стар воденичар на име Сано, заедно с жена си и децата си, бягал нагоре в планината и търсел спасение от турския башибозук. Стигнал до Гърнати и огледал земите му – решил, че тук би могъл да намери спокойствие – имало река, пак щял да си построи воденица, а и селото било високо в планината и нямало как османците да стигнат дотук. Поел покъщнината и челядта си и слязъл в най-ниската част на селото, до долината на Мазълска река, където и заживял. Така се образувала и махала Мерамате. Едно от старите имена на Мерамате е Карасанце – означаващо в превод черния Сано, от името на заселилия се воденичар. В началото на 19 век, в едно от писанията на златоградски краевед е споменато, че село Гърнате, Даръдеренска околия има 1050 жители, живущи в 350 къщи, в селото има 6 дюкяна, ковачница и самарджийница. През 1892 година селото е почти напълно опожарено, като от тези 350 остават само 40 – 45 къщи, незасегнати от османското опожаряване.
Жителите на селцето Тънка бара също са били гърнатци, но били големи кавгаджии и ги прогонват на отсрещния бряг на Мъзълска река и поради това старото име на Тънка бара е „Каровце“ от караница. Сега в селото хората се делят на повече от 30 рода: Карасюлмански, Курубекирски, Демировски, Онбашийски, Шабановски, Калекански, Пинчовски, Абдулаховски, Гънгърски, Делибрамовски, Верянски, Аликоковски, Меделийски и др. Най-стария род в Гърнати е Карасюлмански, а най-младия е Калекански.

## Благоустрояване
Опожаряването през 1892 година значително срива Гърнати. След продължителен страх за повторно нападение от османците, хората лека-полека отново застроили къщи и кошари. През 1898 година, поради това че Източна Румелия (в това число и Гърнати) е още под османска власт по нареждане на бея, управляващ селото, започва строеж на първото училище, но не какво да е, а мехтеп с голяма джамия. По времето на строежа, по незнаен случай, комити нападат и убиват бейовия син. От мъка беят прекратява строежа на джамията и остава построена само сградата на мехтепа, в която се помещава училището до средата на 1965 година. Старите хора наричат това „Прокълнатата джамия“, поради това че жителите не желаели построяването на мюсюлмански храм.
В началото на 20 век гърнатци се замогват и изкупуват от юруците околните планини. Оттогава много от баирите, ливадите и нивите в Гърнати са кооперативни. В началото на 1904 година османският бей е прогонен от Гърнати и е избран първият мухтар (кмет). През 1933 година училището вече става светско с наименованието – Народно начално училище „Георги Бенковски“. Учениците вече учат до 4-то отделение, като започват изучаването на предмети като Български език, Математика, Рисуване и други. Първият светски учител в Гърнати е Ангел Стоилов от град Долни Дъбник, Плевенско. През 1965 е построена нова двуетажна сграда на училището със столова за хранене. От 1952 до 1965 година се провеждат вечерни курсове за ограмотяване на възрастното население. Други учители, допринесли за развитие на образованието в селото са: Сашо Тодоров, Цветан Димитров, Петкана Димитрова, Щилияна Богданова, Петко Янев, Борис Якимов, Александър Йонов, Марин Георгиев, Стефка Владимирова, Никола Василев и други.
В края на 19 и началото на 20 век войните взимат живота на много млади мъже:
- На Сръбската война през 1885 година, от общо 55 изпратени мъже, 47 се завръщат в Гърнати, а останалите 8 загиват.
- До Балканската война – 1912 година, Гърнати остава в Османската империя и гърнатци вземат активно участие и във ВМОРО и Илинденско-Преображенското въстание.
- През 1944 – 1945 година 42 мъже от Гърнати дават живота си на фронтовете в Сърбия и Унгария.

През 1966 година е отворен първият път, свързващ селото със света. До този ден Гърнати е било откъснато векове наред от цивилизацията. Свързването му с останалите селища и градове е било през една тясна пътека, през която единствено можело да се придвижват с жива сила. Искрено желание на гърнатци било прокарването на път до селото. Проектът на пътя: Ардино – Даладжа – връх Алада – Гърнати е одобрен на 21 март 1965 година от областна администрация Смолян (окръжен комитет Смолян). След отпускането на средствата по проекта работата започнала. Пробиването и разширяването му продължава цели 9 месеца. В прокарването му с неуморен труд и помощ се включват и голяма част от жители на селото. Едва на 8 януари 1966 година пътят е официално открит. Откриването било съпроводено с общоселски събор, на който присъствали и делегати от Златоград и Смолян. Същата година селото се електрифицира и към част от къщите е прекарана вода. Цялото село е водоснабдено доста след това, чак през 2007 година. През 1971 се пробива и втори път (Неделино – Средец – Гърнати), който е асфалтиран през 1990 година. През годините се прокарват още два черни пътя – (Джебел – Устрен – Припек – Гърнати) и (Джебел – Мишевско – Контил – Гърнати). Пътищата, свързващи селото с град Джебел, са направени с главната цел Гърнати да премине от община Неделино, област Смолян към община Джебел, област Кърджали. През 1979 е открит цех, клон на завод „Комуна“ – град Смолян. 1980 година е построена централната сграда на селото, която включва кметство, здравна служба, детска градина, смесен магазин и заведение. През 1981 започва пробиването на пътища, които да съединят петте махали на Гърнати в едно село. Първоначално са свързани махалите Аптовце и Юрунце. Към Юрунце се свързва и махала Рамате. Към махала Мъзълце първоначално е прокаран път през местността Пънчарско, а впоследствие, след като е пробит път до съседната махала Мерамате, е докаран път и до долната част на Мъзълце. Всички „сукаци“ и „друмове“ в селото са също преобразувани в малки улички. През 1992 е открит и шивашки цех. През 2008 година е започнато асфалтиране и на самото село.

## Религия
Когато се проследи историческото минало на селото и неговите околности, поминъкът на населението, местният фолклор, съхранените традиции и обичаи, топонимията, преданията и легендите, родени от народната мъдрост, не остава никакво съмнение за дълбоката коренна принадлежност към чисто българския род. По време на османската власт в този край са се налагали големи данъци във вид на жито и поради това че хората нямали достатъчно за ядене и трябвало да се прехранват, са правили подземни хамбари в местността Планничово, която местност в превод означава обяд или храна. Доказателство, че селото е населявано от християнско население, е името, с което местните жители назовават връх Алада – „Костадин“. Също имената на върховете Света Неделя и Свети Илия, по средата на които се намира Тодорована ливада. Под нея се намира местността Солищено, на която в миналото са слагали сол на поляната и са кърмили животните си. В женската носия от Гърнати и по-точно в мендила – шарката в долната му част, освен че включва най-различни фигурки и елементи има изтъкани и кръстчета. В местността Попова чука на махала Рамате е открито старо християнско гробище с около 30 гроба, до които са открити златни монети, кръстове и некрополи.

## Обществени институции
В селото се намират кметство, основно училище „Васил Левски“, детска градина, поща, здравна служба, четири хранителни магазина, един смесен магазин и три заведения. В селото има и работилница за всякакъв вид дървении, метали и др.

## Забележителности
Забележителностите на Гърнати са много на брой. Те са предимно свързани със заобикалящите масиви на Родопите, както и със съхранената стара архитектура и местният родопски фолклор. Част от тях:
- Вирът Бездънник (Безалник), разположен по долината на Буреска река и вливащата се от север Малка река, представлява дълбока яма, която е издълбана от природата в скала, с дълбочина 7 – 8 m и форма на окръжност с диаметър 5 m. Вирът е свързан с редица водопадчета, каскади и прагове, високи от 3 до 30 m.
- връх Алада – селото е разположено по склоновете на връх Алада – 1241 m – най-високият връх на Жълти рид, а и в Източните Родопи. Над селото се намира и неизследвана пещера, чийто вход е почти затрупан. Има и няколко обособени места за отдих с чиста много студена планинска вода. Жителите на Гърнати и на малкото селце Бурево са построили беседка в подножието на върха, където се разстила единствената поляна с красив изглед, наречена е Сух-су. На това място всяка година през първата неделя на юли жителите организират така наречения събор за дъжд – „Пеперуда“. Смята се, че тук траките са имали свое светилище, което римляните унищожили с идването си, за да построят и един от главните си военни и търговски пътища от Тракия за Беломорието. Пътят бил кръстосван ежедневно от търговци и кервани, които отивали да търсят пазари отвъд Родопите. Легендата разказва, че от римско време та чак до края на османското владичество горите и пътищата тук гъмжали от разбойници и обирджии. Те причаквали и обирали керваните, като често и проливали невинната кръв на пътниците. Знаейки за тази смъртна опасност, много от тях заравяли богатствата си по пътя с надеждата, че ако оцелеят на връщане ще си ги приберат. Митовете разказват, че тук е заровено златно рало. Върхът е зает със здравец, ела, бор, бук и дъб. Има направена екопътека от селото към Алада, дължината на която е около 2,3 километра. От най-високата точка на върха (пирамидата) при ясно време сутрин може с просто човешко око да съзреш морския бриз на Бяло море.
- На около 6 километра от село Гърнати се намира крепостта Устра, която е една от най-запазените в Родопите. Тя се намира на 1015 m надм. височина, до границата с Неделино, в община Джебел. До нея се стига по асфалтиран път, после се продължава около километър – два по широк горски път, удобен за автомобили. Следва и около 30-минутен преход пеш с маркировка, която на места се губи между лабиринта от вековни дървета и гъсталака от папрат и къпинаци. За това че крепостта е наблизо се разбира по каменните пътеки скрити във високата трева. След няколко минути пред вас се разкрива и средновековната крепост. Разположена върху продълговат скалист връх, крепостта заема 1286 m². Дължината на цялата крепостна стена е 113 m, а запазената височина на стените достига до 10 m. В периферията на крепостта археолозите са разкрили основите на жилищни помещения, водохранилища и складове за храна. За крепостта се смята, че била построена през 12 – 10 век пр.н.е. от траките. Като е служела не само за отбрана, а и за дом на тракийски военачалници. Смята се, че тук са се взимали едни от най-важните решения на тракийските племена, провеждали са се големи празници и мистични ритуали. Според някои византийски хронисти, по време на война обикновеното население, което живеело в подножието на крепостта, влизало заедно със стадата си между непристъпните и стени и от скотовъдци и земеделци се превръщало във войни. Легенди разказват, че в по-късни години Устра е била владяна от византийци и по-малко от българи. Някои свързват крепостта с Момчил юнак в борбата му с турските поробители. Византийските хронисти са оставили имената на главните крепости на Ахридос, които в по-голямата си част са локализирани. Областният център в 13 – 14 век се е наричал Мнеакос и се е намирал в непосредствено до днешния главен град на Източните Родопи, Кърджали. Западната посока се е пазела от непристъпната Устра, а пътят по р. Арда към Одрин – от намиращия се до стената на яз. „Студен кладенец“ Ефраим. Северът се е охранявал от древния Перперек, докато в централната и южната части са се намирали по-малките и нелокализирани още Кривус и Патмос.
- Освен всички природно-географски красоти и дадености на Гърнати, то има и една архитектурна забележителност, криеща огромни истории и мистики около себе си. Това са трите старинни воденици, намиращи се в околностите на селото, строени още към края на 15, началото на 16 век. Едната от тях носи името „Панкина воденица“ и е разположена на Буреска река. Втората се нарича „Хаджикулова воденица“, намираща се по долината на Мъзълска река, а третата от тях носи наименованието „Ресимова воденица“ и е също на Мъзълска река.

- „Панкината воденица“ е най-старата от трите. Името си носи от първия воденичар – Панко, навяващо на мисълта, че тя е строена още преди идването на османците в Родопите. Последният неин воденичар бил от малкото селце Усковце. Тя се намира на пешеходния път между Гърнати и Средец.
- „Хаджикуловата воденица“, намираща се в местността „Стока“ е най-голяма като площ от трите – нейните воденични камъни са 4 на брой, а улея (коритото), по което идва водата е широко 8 метра. В нея идвали да мелят брашно и фураж и много хора от съседните села, като: Кочани, Диманово и Тънка бара. Преданието за нея е, че турските нашественици не могли да превземат селото цели 6 месеца, докато накрая заклали воденичаря и тръшнали вратите на воденицата. Едва тогава селото е превзето, поради това че населението щяло да измре от глад.
- Третата воденица, наречена „Ресимова“ или „Ресимкина“ крие огромна мистика, около себе си: „Млада сгодена мома, на която в следващия ден предстояла сватба (гезя), отишла в ранни зори на воденица, за да смели достатъчно брашно за гощавката. Тя разтоварила чувалите със зърно от самара на мулето и ги изсипала в коша на воденицата, където започнало да се мели. Денят бил дъждовен и валяло като из ведро. След като брашното се смляло, момичето го напълнило отново в чували, натоварила го и си потеглила към вкъщи. Но когато стигнала до моста над Мъзълска река, по който тя трябвало да премине, видяла, че придошлата река го откъснала. Мощното течение дълбаело неуморно в основата на скалистата долина. Момата дълго мислила и накрая нагазила в реката, заедно с натовареното муле. От тежкия товар мулето не можело да помръдне и придошлите буйни води го отнесли, заедно с младата годеница. Името си воденицата получила именно от момата – след женитбата тя щяла да носи името Ресимка“.
- След време се появява и „Рашницата“ (Хромела), състоящ се от два кръгли камъка – горен и долен с диаметър около 50 cm. Дебелината на всеки от камъните е около 7 – 8 cm. Долният камък има в средата дупка, в която е забито дърво, в което има забит пирон. Този пирон служи за ос на малка дъсчица. Горният камък има отвор в центъра си, в който отвор влиза тази дъсчица и го държи, за да не се измества от оста при въртене. През този отвор се пуска с ръка по малко жито и същевременно се върти горният камък. За да става по-лесно въртенето, горният камък е снабден с дървена дръжка.
- Съществува и много стара легенда, свързана със село Гърнати. Когато съществувал още стария римски път, минаващ през края на селото, който служел за свързването на Филипополис (дн. Пловдив) и Беломорието, един римлянин – търговец карал злато, стоки и добитък за продан в Гюмюрджина. Когато минавал през Гърнати с огромните кервани, водени от волове, 3 от керваните, натоварени с алтъни и злато се откачили от впряга и паднали в пропаст като пещера, която съществува и днес, но с почти затрупан вход. Друг път Енвер Исмаил паша преди отиде на ожесточена битка решил да зарови своето „Златно рало“, оставено като наследство при смъртта на баща му, в околностите на селото. Много археолози са идвали да оглеждат околността, но и до днес всичкото това имане стои заровено в околностите и подножието на Гърнати.

Гърнати е целогодишно посещавано от български и чуждестранни туристи, привлечени от девствената природа, запазените традиции, богатото културно наследство и традиционното родопско гостоприемство.

## Стопанство и поминък

### Земеделие
- Главен поминък от векове наред в селото е бил тютюнът. Тази култура се упоменава като „зеленото злато“ на селото. Години наред е давала препитание на хората тук. В Гърнати преди са се сеели до 200 – 220 декара тютюн, които към днешна дата са едва 35 – 40 декара на година. Основен сорт тютюн е „Джебел басма“. Други предпочитани сортове са също „Крумовград“, „Виржиния“ и други.
- Картофопроизводството в селото е силно развито, но предимно за собствена консумация. 80% от нивите в Гърнати се засяват именно с картофи. Те се използват също така за замяна с брашно, фураж и др. Тук предпочитан е сорт „Агрия“.
- Отглеждат се и някои житни растения като пшеница, ръж, овес и ечемик, но в малки площи.
- Диворастящи растения – в района растат малини, боровинки, диви ягоди-музуники, диви цветя и плодове – ябълка, круша, череша, слива, черница, джанка и други.

### Животновъдство
- От животновъдството най-силно е развито говедовъдството. Всяко едно домакинство в Гърнати има поне по 1 или 2 крави, предимно от породите „Родопско късорого говедо“, „Джерсей“, „Българско червеношарено говедо“, „Симентал“, „Българско кафяво говедо“, „Българско черношарено говедо“ и други.
- Също силно развито в Гърнати е и овцевъдството. Предпочитани породи са „Среднородопска овца“, „Цигай“, „Аваси“ и други.
- Козевъдството е слабо развито. В селото се отглеждат около 100 – 120 броя кози.

Силна отглеждаемост също имат птици и животни като кокошка, патица, кон, магаре, муле и други.
- Диви животни – в горите и из поляните се срещат вълци, лисици, сърни, елени, диви свине, зайци, катерици, белки, видри, таралежи и др.

### Овцевъдство
В миналото населението в селото се препитавало главно от овчарлъка. Младите момчета още от малки пасли по десетина овце, а след навършване на 14 – 15 годишна възраст били изпращани при по-големите овчари кехаи, като ратаи и помагачи. Лятото овчарите прекарвали със сюриите и белюците си, по ливадите и баирите на Гърнати, а подзима (есента) отпрашвали за Беломорието – най-често се установявали в Драма, Скеча, Гюмюрджина или Кавала. Събитие било завръщането на овчарите и кехаите от Беломорието. Всеки кехая се различавал от останалите по звъненето на чановете и тюмбелеците му, защото още от далече ехтял техният звън. Пристигането им в Гърнати било съпроводено от „пукуть и рукуть“. Лошото било, че някои не могли и да се завърнат повече, защото Беломорието (наречено в Гърнати – гюзле), било пекливо и болезливо, поради това че върлували доста епидемии и болести, една от които е чумата. Трудно било преминаването и на снежни Карлък, защото зимите били много мрачни и мразовити. За тези славни овчари, които умирали в Беломорието или загивали по път има създадени много гърнатски песни.

#### Кехаи
В селото имало много овчари и около двайсетина кехаи. Някои от тях са:
- Сано кехая (Санкело) – той бил най-големият сред кехаите в Гърнати. Сюриите му били пет на брой, които общо наброявали 1800 брави овце. Имал 8 агъла (лятни кошари) в селото и 4 големи сачаци в село Шехин (дн. село Ехинос, Гърция). Негови били и две от мандрите в местността „Ескимандра“, наречена така, именно поради това че там били мандрите на гърнатските кехаи.
- Чуко кехая (Метьо Чуков) – той имал около 1500 – 1600 брави. След затваряне на гръцката граница зимува към Момчилчилградско (Подкова и Горско Дюлево). Няколко години след това заживява в село Садовица.
- Карасюлман – той притежавал 1500 брави овце. В неговата мандра се правела най-вкусната „телемя“ – вид сирене, което не се оставя да зрее.
- Карамутю – неговите наброявали 1400 брави. Славел се с най-млечните овце в региона.
- Курубекир – неговата стока достигала също до 1400 брави овце. Неговият конак бил най-хубав и най-голям от всички. Имал 16 капии (врати), 88 педжуре (прозорци) и 22 комина.
- Мехмед кехая – по-малък брат на Сано кехая. Той имал общо 1200 брави овце, събрани в три сюрии. Владеел всичките земи на Чаушеви колиби.
- Козуб кехая (Дишлията) – неговите овце достигали до 1200 – 1300 брави. Той е основател на Козубовия род. На неговия прякор са наречени две местности в селото – „Дишлийце“ и „Дишлицкана ливада“
- Калекан кехая – зет на Сано кехая, дошъл от с. Бурево. Той притежавал 1200 брави овце. Като кехая бил прочут с най-едрите и яки еркечи.
- Агуш кехая – имал около 1000 брава овце. Хората разказват, че гегата на Агуш кехая била толкова хубаво издялана и нашарена с фигури, че направо греела от красота.
- Гънгър кехая – той бил притежател на 850 брави овце и на 250 брави кози. Единствен от всички гърнатски кехаи имал повече от 100 брави кози. Стопанисвал много декари земя на юг от Скеча (дн. Ксанти, Гърция).
- Караизеир – имал около 800 брави овце. Той пръв донася семе на ечемик в Гърнати.
- Салих кехая (Верянлията) – неговите овце наброявали до 750. На прякора му е кръстена част от махала Мъзълце – „Верянце“.
- Караусьо – притежавал около 700 брави овце. Бил прочут майстор на медни звънци, хлопки, чанове и тюмбелеци.

Всекидневието на гърнатци било свързано с овцете – тяхната стрижба („Каркъм“), „Предой“ и др.
- Предой – празникът по своето същество е езически, като все още няма нарочни изследвания за неговия произход. На базата на сходството на обредните практики изпълнявани на Предой, може да се предполага, че е с тракийски произход или е привнесен от славяните. На този ден се извършва тържествено общо доене на овцете и отбелязване на количеството мляко, което всеки стопанин трябва да получи. Това се прави там, където стадата са сборни, т.е. животните в стадото принадлежат на повече от един стопанин, но се отглеждат на общоселски начала. Обикновено всеки собственик сам издоява овцете си в присъствието на другите, като количеството издоено мляко се записва на т.нар. рабош (или четал). Според това количество се определя и количеството мляко, което стопанинът ще получава от стадото през сезона. Мерната единица за количество обикновено е харкома или каблица. Обредите, изпълнявани на празника, са аналогични с обредите, свързани с първото ритуално издояване на овцете на Гергьовден. Прави се при тържествена обстановка; съдовете, в които се дои млякото са украсени със здравец, млечка, коприва, клончета от плодни дървета, като задължителните елементи в ритуалната украса са червения конец и чесновия лук. Първо се задоява бяла (белѝчеста) овца, другаде вакла или първата изскочила от кошарата овца. При самото задояване се подлага обикновено сребърен пръстен, като целта е млякото да тече през пръстена. Част от първото задоено мляко обикновено се излива на земята, пръв от него вкусва най-възрастният стопанин, а ако има млечни продукти, те се разрязват с дървен нож, направен от плодно дърво. Докато трае процесът на задояването се изричат благословии и се извършват различни обредни практики, целящи да предпазят стадото от болести и хищници. Това, което основно отличава обредите извършвани на Предой, от тези, извършвани на Гергьовден, е ритуалното измерване на количеството издоено мляко, което е и главната същност на празника. Както вече се каза всеки стопанин сам дои овцете си и количеството мляко се отбелязва на дървена пръчка, наричана ра̀бош. Всеки стопанин се стреми да издои максимално количество мляко от стоката си, защото това ще му позволи да получава повече мляко и млечни продукти през сезона. Знаците използвани за отбелязване върху рабошите са различни, като в северните части на Родопите са от типа на Х = 10 харкоми, I = 5 харкоми, дупчица – половин харкома и т.н. След отбелязването на количеството мляко върху рабоша, той се опушва на огън, за да не могат да бъдат променяни знаците. Често първото мляко се заделя за сираците и вдовиците. Както на Гергьовден, така и на Предой, празникът завършва с обща трапеза и увеселение. За разлика от Гергьовден обаче тя се устройва до мандрата или кошарите. Участват основно очарите със семействата си. Ястията са баници (клѝнове), кола̀ци, мляко и млечни продукти, както и задължителния курбан. Пак за разлика от Гергьовден, където се коли агне, за курбан на Предой се избира по-охранено животно – шиле или овен, което по традиция е дарено от някой стопанин. Честа практика са и чеверметата. На трапезата отново се изричат благословии (например при разчупването на хляба (колаците), извършвано обикновено от най-старата жена или съпругата на кехаята (притежателят на най-много овце)). Наред с Гергьовден, на този празник се извършва т.нар. гадаене по плешка, като се използва плешката на жертвеното животно за курбана. Пеят се песни, играят се хора, устройват се състезания.

Освен скотовъдството, основен поминък в селото са били дюлгерството, кираджийството, самарджийството, абаджийството, керванджийството и рибарството в Егейско море. Много от мъжете са търгували в Ксанти и Гюмюрджина (Комотини) и загубата на Беломорието след Първата световна война се отразява тежко на икономиката на селото.

### Гъбарство
Гъбарството е силно развито в селото. То е частично (март – юни и септември – ноември). По поляните и шубраците из Гърнати виреят ядливи гъби като: манатарка, сърнела, пачи крак, челядинка, булка гъба, рижика, масловка, майска гъба, ливадна и горска анасонова печурка и други.

### Билкарство
Растителността в селото е богата на най-различни, лековити билки и „чайове“ като: балкански чай, мента, маточина, лайка, подбел, жълт равнец, арония, бабини зъби, шипка, индрише, лавандула, бял равнец, мащерка, риган, липа, жълт кантарион и други.

### Дърводобив
Той е силно развит в селото. Чрез него се получава добив на суров дървен материал, дървесина, дъски и други.

## Редовни събития
- Вторник е пазарен ден.
- Традиционен родов събор, който се организира всяко лято през края на юли.
- Всяка година на 6 май се прави традиционен курбан, за да е добра реколтата от идващата година.

## Обичаи
В Гърнати се честват така наречените вече „забравени обичаи и празници“. В съзнанието на хората годишният цикъл е маркиран от две дати: 6 май – Адралез и 7 ноември – Касъм. Времето измерват като отброяват дните от Касъм до Адралез и от Адралез до Касъм. Тези два дена съответстват на Гергьовден и Димитровден от християнския календар. Това са дните, които бележат началото на лятото и началото на зимата. Отброявайки дните между тях, планират и извършват земеделската си работа. От Касъм до Адралез са 180 дни, а от Адралез до Касъм са 185. Опитът ги е научил кога е най-подходящо всяка една земеделска култура да бъде засята.
Подготовката за земеделската работа започва с ритуално хранене на вола. Четиридесет дни преди Адралез стопанката на къщата изпича четиридесет колака и ги дава на вола. Обяснимо е защо волът е на особена почит. Ако нивите не са изорани, хората не могат да се надяват на никакви добиви. Големите земеделци са отглеждали по два вола, защото се впрягат да орат по двойки. Другите образуват „чифт“ с вола на някой сродник или съсед. Съблюдава се единият да може да оре от лявата, а другият от дясната страна. Ако бъдат впрегнати погрешно, те не орат. Двойка волове никога не се борят помежду си. Дори когато някой от чифта по време на паша е нападнат от по-силен противник, то ако другият от чифта е наблизо, непременно ще му се притече на помощ и заедно отблъскват противника.
В народното съзнание земята е огромна медна тава, която се подпира от рогата на вол. Слънцето е носено по небесния свод от вол със златни рога. Като обузданата противоположност на дивия бик, волът е символ на доброта, спокойствие и кротка сила. Като ценен помощник на човека, той е на почит в цяла Източна Азия като културен герой. Мъдрецът Лаодзъ язди вол когато пътува към западните краища и се е считало за неморално да се яде месото на този помагач в орането. В обредния свят на християнството волът е почитан наравно с осела, тъй като в различни писмени източници те са заедно в обора във Витлеем. Древна Гърция го почита като свещено животно, годно за жертвоприношение. Хекатомба е жертвоприношение на сто вола. На остров Тринакия изгладнелите спътници на Одисей изяждат воловете, въпреки забраната и умират. Оцелява само Одисей, който сдържа глада си. Псевдодионисий Ареопагит обобщава мистичната символика на вола по следния начин: „образът на вола изразява силата и мощта, способността да се дълбаят интелектуалните бразди, които да приемат оплодотворителните небесни дъждове, а рогата му символизират непобедимата и закриляща сила“.
В по-ново време волът е все по-рядко срещан в домовете на Гърнати. Неговите функции да оре земята се поемат от магарето, мулето, та дори и кравата. Тъй като те могат да бъдат използвани и за други нужди, а волът става само за оране и неговото отглеждане е неизгодно. И като жертвено животно вече е рядкост в обредните практики, а когато се използва, той замества седем курбана. За седем курбана се зачита и кравата, но тя не трябва да е „стелна“, да не е „саймал“, да е „ялова“.
- Адралез:

Най-почитаният празник в традиционния календар на Гърнати е Гергьовден, който наричат Адралез (изопачено от Хъдърлез). Календарно празникът е отнесен към пролетните празници и се свързва с 6 май. Като първи ден на лятото народните вярвания го свързват със събуждането на природата, с буйния пролетен цъфтеж, както и с могъщата им сила да даряват с плодородие и здраве.
Тази практическа основа, свързана с ежедневието на хората и трудовата им дейност, е най-важният белег на празника. Той е изчистен изцяло от всякаква религиозна мистика, абстрактно-религиозните представи са заменени от вярвания, свързани с ежедневието. Макар и дълбоко законспирирани в обредни действия, прозират стари предхристиянски и езически схващания, както и вярвания, свързани с някогашните обитатели на този край. Чувствителна отлика на празника е отсъствието на гергьовденските песни, посветени на Св. Георги, както и богатата обредна практика на приготвяне на хлябове, обща трапеза и курбанът. Коленето на агне и свързаните с това веселия се явяват в празника в по-ново време и са в резултат на влияния на националната култура. Акцентът тук е поставен върху обредното напяване на китки, люлеенето и броденето на реката.
Гергьовден в Гърнати се празнува три дни, което също е отлика от националната културна традиция. Тази практика е продиктувана от факта, че по всякакъв начин момците, които са изолирани от обреда, се стремят да осуетят напяването, като най-често изхвърлят китките. Изобретателността на момите обаче гарантира извършването на обреда в рамките на 3 дни.
Празникът се осъществява на два етапа. В първия етап още в ранния следобед на 5 май всички моми берат цветя и вият китки. След залез слънце те се събират на едно място, обикновено на селския харман или в нечий двор, поставят китките, всяка със съответен белег (най-често цветен конец), в бяла харкома или казан, след което съдът се пълни с вода, като се съблюдава пълно мълчание от участничките в обреда. Водачките на групата внимателно избират мястото, където трябва да бъде скрит съдът с китките – под трендафил или лоза, ала така, че да бъде огряван от луната. В казана се поставя нож-пазач с дървена дръжка, покрива се с мазлама и се оставя да пренощува под дървото. В ранни зори след първи петли момите, момците и децата стават и започва напяването на китките. Всички на кръста си са опасли повуй, зелено увивно растение, за здраве. Съдът с китките се поставя в центъра на хармана. Всички моми се нареждат в кръг около него. До казана сяда едно момиче, което е предварително избрано, за да е чисто, бърка с ръка и хваща една китка. В това време наредените в кръг моми пеят:
„Кутрó честúто белúто,

баш да си вземе севдъна,

киткана да му излезé.“
Или
„Кутрó честúто белúто,

по-много руба да има,

киткана да му излезé.“
Или
„Кутрó честúто белúто,

въз друм и низ друм да ходи,

на бяло конче да яха,

киткана да му излезé.“
Или
„Кутрó честúто белúто,

на висок креват да седи,

желти алтъне да ниже,

киткана да му излезé.“
Или
„Кутрó честúто белúто,

по-много жито да има,

киткана да му излезé.“
Или
„Кутрó честúто белúто,

повече овце да има,

киткана да му излезé.“
Композицията на песента (нáръчката) е проста. Тя се състои или от едно тристишие, или от едно четиристишие. Първият и последният стих се повтарят при всяко наричане, а във втория и третия се съдържа пожеланието. То е за щастлив и по сърце скорошен брак, за любов, за щастлив живот, за богата реколта, за добър приплод при домашните животни, за здраве и берекет.
Когато се изпее нáръчката, момата от центъра на кръга изважда китката и я вдига над главата си, без да маха покривалото. Китки се слагат за любимия и за всички членове на семейството. И така пеят и наричат докато свършат китките. Вярва се, че тази, която е паднала на дъното, носи смърт на този, на който е наречена. След като приключи напяването, всички се мият с водата, пръскат домовете, домашните животни, дръвчетата в двора – за здраве и изобилен плод. После вкупом отиват на реката и преминават през нея три пъти (бродят) с боси крака, мият лицата си, пръскат се с вода, след което отиват при ореха, където момците са направили люлки от въже, а понякога и дървени и започва люлеенето, придружено с песни, закачки и веселие. Всичко това се повтаря в три последователни дни.
Обредът по напяване на китки в Гърнати има символен смисъл. Наричанията на момите за женитба са отнесени към преходен период – от моминство към съпружески живот.
- Марта:

Гулюмен и Мучкен месец в Гърнати вече са отминали, дошла е Мáрта – третият месец след Кóлада. Дългата зима и лютите студове вече са назад във времето. Всичко се ражда за нов живот. Дошла е пролетта и заедно с нея надеждата за добра и плодородна година, начало на новия земеделски цикъл. Спира тракането на домашните станове, на които са се приготвяли моминските руби и дарове, варосват се одаите, прогонват се всички земеделски сечива. Започва пролетната суетня. Но преди това всеки трябва да се „мáрти“…
Мартенето става на 14 март. Обредът се нарича Марта. Счита се, че на този ден излизат всички пълзящи твари, които са прекарали зимата под земята – змии, гущери, смоци. Те са постоянна заплаха за хората и домашните животни през цялото лято, нерядко вземат и жертви. Обредните действия, натоварени с дълбок символен смисъл, целят предимно прогонването им далеч от домовете и измолване от божеството на плодородие, благодат, любов и добруване.
Рано сутринта на Мáрта стават всички обитатели на къщата, слагат на ръце мартениците, запалват огън в средата на двора, след това палят от него ръкойка неовършана слама и правейки кръгове със запалена факла около главата, така че само да дими, си започват да обикалят къщата и обора с домашните животни един по един от запад на изток като по време на обиколката повтарят:
Бягайте гущере!
Бягайте змии!
Бягайте смоци!
Бягайте въшки!
Бягайте бъли – ейтам въз баúрен нагоре!
Останалите членове на дома един по един надкрачват огъня на двора и с движение на двете ръце между краката се „мáртят“. Опушват се с дим и го разпръскват около себе си. След това прескачат огъня до изгрева на слънцето. Цялото домочадие и домакинство е приобщено към обредното магическо очистване. Ако някой от домашните е пропуснал да се мáрти, то се счита, че „Марта го е напикала“ и през цялото лято природата няма да е благосклонна към него, няма да му спори работата, сутрин ще се успива. В съзнанието на хората Марта е добра старица и не е отрицателно натоварена. Тя е майка на единайсет деца – това са останалите месеци от годината.
Популярни са също и мартенските огньове. Те се кладат и палят на най-високото място около квартала, предимно от хвойнови клони, защото пръскат най-много искри и отблясъците се виждат най-надалече. По такъв начин се осигурява защита на цялото землище докъдето се виждат отблясъците от огъня. Момците и децата прескачат огъня. Веселието продължава до късна вечер. В обреда участват представители на по-големи общности – род, махала. Няма данни за палене на огньове в дворовете на къщите, нито за ритуалното им обхождане с димящи факли, не се обхождат и оборите с домашните животни. В народните вярвания огънят и димът притежават огромна защитна и очистителна сила. Огънят е свещен символ на домашното огнище. На стопанина на къщата е отредено почетно място до огнището и никой не може да сяда на неговото място когато той отсъства от дома. Както в повечето култури и в Гърнати срещаме схващането, че огънят има двойствена сила. Ако някой сънува, че му изгаря къщата, счита се, че ще умре стопанинът на дома. Ритуалното прочистване с дим има същата сила както огъня и водата. Димът от слама и хвойна, издигащи се от долу нагоре, се отъждествява със световната ос и символизира връзката между небето и земята и одухотворяването на човека. Душата на мъртвия, според местните представи се възнася през комина. Такъв е смисълът на издигащия се дим от централното огнище през дупката на върха на монголската юрта, а в Китай и Тибет се вярва също, че димът възнася душата на мъртвия в отвъдното.
Изричаното заклинание при „мáртене“, цели да прогони пълзящите твари, а така също и бълхите и въшките. Но наред със змиите се прогонват гущерите и смоците, които във вярванията на хората са културни герои. Гущерът и смокът във всички средиземноморски култури са познайници и приятели на дома. Културни герои са в Черна Африка. Срещаме ги често като декоративни мотиви и се асоциират със застъпници и пратеници на боговете. В Египетските йероглифи гущерът е белязан с доброжелателност. В Гърнати се счита, че е грях да се убива гущер. Зеленият гущер, обаче не се радва на такава почит. Не е грях да се убива. Те не се ядат. Грях е да се убива и смок край къщата, защото, според местните представи, той е неин стопанин. Душата на мъртвия баща или прародител се вселява в него. Вярва се, че заровеното имане има свой пазач – смок и за да се изрови златото, трябва да му се принесе жертва. Прогонването им чрез заклинание можем да тълкуваме само във връзка със символиката на змията, като нейни смекчени образи. На особена почит тук се ползва дъждовникът. Вярва се, че е щастлив този, който го види на пътя, но трябва да се отнесе към него със страхопочитание, изсвирвайки три пъти с уста, инак ще оглушее. Строго се забранява да се прекрачва или убива.
От змиите в селото се срещат пепелянка, усойница, водна змия, смок и слепок. Отровни са само първите две и те могат да бъдат убивани.
Последните сватби се правят през март, защото вече започва земеделският цикъл и момичето участва в земеделската работа на собственото си семейство. За Марта е характерно ритуалното кичене на децата и момите с мартеници. В Гърнати мартениците са се приготвяли от стара жена в навечерието на празника, като се изисква преди това да не е докосвала огън, но в по-ново време това правят момичетата. Гърнатската мартеница е разноцветна, освен бял и червен в нея се усуква зелен, син, розов и син конец. Мартениците се връзват по ръцете на децата, слагат се като гердан на шията но момичетата. С мартеници се свиват сватбарските китки, сватбарското знаме също се краси с мартеница. Те се връзват още на дръвчетата в градината и на новородените домашни животни. Мартениците се носят до първото кукане на кукувицата, след което или се връзват на плодно дърво или се поставят под камък. На следващия ден проверяват какво освен мартеницата има под камъка. Ако видят бръмбар или червей вярват, че през годината ще се плодят едрите домашни животни. Ако под камъка има мравки или буболечки, вярват, че ще се народят много агънца.
Широката употреба на мартеницата се обяснява с магическата сила на червения конец, който има способността да пропъжда злите сили и болести, предпазва от магии и недоброжелателни погледи. Носи се и против „уроки“. Червеният цвят е символ на многообразието на битието, представящ кръговрата между живота и смъртта. Най-често се свързва в символните аранжименти на залеза и есента, но по-често с изгрева, зората и пролетта. Червеният вълнен конец е широко разпространен апотропей в народната култура на селото. Ако пиете за първи път вода от никой извор, то непременно трябва да оставите на него червен конец, за да не ви хване хрема. Утвърдена традиция е на мартеницата да се поставят байници –полускъпоценен камък, който е пробит и през отвора му се промушва конец. Така се подсилва нейното действие. Против уроки се слага син байник, а за здраве, любов и късмет – червен. Байникът притежава магическа сила да отпраща злото и да носи здраве и късмет на приносителя си. Името му се свързва с баене, предсказване. Той е своеобразен медиатор, който осигурява връзката с божеството. Някога баенето, гадаенето и предсказването на бъдещето с байници ще е било много популярно. От байници са се правели гердани, които са връзвани като наниз на шиите и са служели както за украшение на момите и невестите, така и за защита от зли очи.
- Пеперуда:

Макар и хората тук да имат сравнително точни ориентири за времето, натрупаният опит им е подсказал, че в природата, ако може нещо да се предскаже, невинаги може да се предизвика, когато е нужно. Наблюдението на природните процеси ги е довело до убеждението, че ако има тъмни облаци откъм Свети Илия – връх в северозападната страна на Гърнати – то непременно ще завали дъжд. Ако вечер се наблюдават светкавици откъм върха, то непременно до сутринта ще завали. Любопитно е, че и населението на околните селища вярва и знае, че облаци и светкавици откъм връх Свети Илия носят желания дъжд. Може би неслучайно са му дали и името на свети Илия, покровителя на гръмотевиците. И до днес хората са убедени, че облаците и гръмотевиците от тази страна носят дъжд. Никакви съвременни метеорологични прогнози не могат да съперничат на изконните наблюдения на местността Пеперуда се е правела при дълга засуха и по този начин се е измолвал дъжд от божеството. Жени и моми се събират на селското сборище, избирали са момиче-сираче, което са обкичвали с букови и върбови клони, потопени предварително във вода или са го обличали във вехти дрехи. След това са го поставяли в образуван от тях кръг и чрез размахване на ръцете то опръсквало насъбралото се множество с капки вода от клоните или напоените във вода ръкави. Момите подемали да нареждат:
Лéти, лéти дъжд,
да са роди ръж,
да печем колáци,
да раниме юраци!
При необходимост от дъжд ритуалът е бил повтарян и се е вярвало, в рамките на три дни трябва да завали. В такъв смислов контекст изборът на момиче-сираче за пеперуда не е случаен. Както хората са снизходителни към сирачето, така и божеството трябва да се смили над него, да бъде снизходително към хората, чието оцеляване е в пряка зависимост от живителната влага на дъжда. Освен това плодоносната символика на зелените върбови и букови клони, както и росата от тях трябва да „осигури“ успешно задомяване на сирачето и добра реколта по нивите.

## Бит
Изсушаването на плодове за зимно време е било широко разпространено. Сушели се главно дренки, сливи, диви круши, „киселици“ – дива ябълка. Те се разстилат върху дъски или тави и се оставят няколко дни на слънце, за се изсушат хубаво. Най-често така разстланите плодове е можело да бъдат видяни лятно време по покривите на по-ниските къщи или плевни, където сушенето става най-безопасно от кокошките, пресетата или други животни. По-едрите плодове – круши, ябълки, биват сушени като се нарязват на тънки резени – „нацепват се“ и също се поставят на слънце. През зимата от тях се приготвя „ушаф“. Дините и пъпешите се поставят на тъмно и сухо място в „мазите“ или в житото.
Запазването на зеленчуците става най-често във формата на т.нар. „туршия“, „трушия“. Трушията се прави главно от пиперки „капички“ и зелени домати. „Наклава“ се и зеле „лахна“ поставят се в подсолена вода „прясул“, „рясул“. Слагат се в дървени каци „качета“с дървени обръчи, и с дървени похлупаци.
Месото, освен сушеното във вид на пъстърма /заедно с костите/ и освен соленото в „качета“, както и сланината, бива запазвано и във вид на „създърма“ /само от овчето тлъсто месо/. За тази цел се сварява добре месото на една овца, отстраняват се костите, посолява се и се насипва – още топло – в „мешини“. През зимата се яде – от сместа се отчупва колкото е нужно, загрява се и се яде като готово ястие. Пръжките се оставят в маста. Тази смес се нарича „кавърмъ“, а самите пръжки се наричат „кацанки“.
Млякото за по-продължително време се съхранявало под формата на сирене или „телемя“. Още докато е прясно, „гу подсирват с ягнешка или ярешка маье“. Тази мая се взема от „сирището“ на стомаха на сукалчета агнета или ярета. Една малка топчица от тази мая, стрита и размита на кашица, е достатъчна за подсирване на около 10 – 15 литра мляко. След като се подсири млякото, се разбърква с ръка и се прелива в „цидилу“. За цидило се използвало специално тъкано памучно платно, наречено „тензух“. Обикновено в къщите или мандрите цедилото виси насред помещението, закачено на дървена кука – „ченгель“. След като се прецеди, в цедилото остава по-гъстата маса на сместа, а течността от това прецеждане се събира в съд, поставен под него и се нарича „суроватка“ или „цвик“. Сиренето се посолява и се слага в качета или мехове – „тулуми“, които са правени от агнешки или овчи кожи. А цвикът се служи само за храна на свинете. В други случаи от прясното мляко се добива масло. Събира се в „гюруци“, т.е. големи делви и се държи в тях докато прокисне. След това прокисналото мляко се слага в дървено „бурилу“, за да се „избърка“. Самото „бъркане“ се извършва с удряне отгоре с дървено бутало, докато маслото се отдели и изплува на повърхността. Млякото което остава след отделянето на маслото се нарича „бърканица“, „бъркану мляку“. Чрез преваряването на „бърканицата“ се получава извара – „урда“. Него също прецеждат като сиренето, за да се отдели „цвикъ“. Маслото се съхранява в по-малки или по-големи делви, а „урдата“ се съхранява както сиренето.
Кожите от добитъка, главно овчи, кози, говежди и свински, се запазват за по-дълго чрез изсушаване, специално говеждите и свинските биват разпъвани на тавана или в плевнята. От тези кожи си правили цървули.
Кожите от дивеч биват обикновено одирани „на мешина“, т.е. неразпаряни по гърдите и корема и се изсушават, като се пълнят вътре със слама и след това се окачват на сухо за да съхнат.
Приготвянето на храната не отнемало много от времето на някогашната домакиня. Повечето от времето си тя била на нивата или е била заета с отглеждането на добитъка. Основната храна за почти всяка селска тряпеза е била предимно – хляб, лук, сол, сирене.
Един от най-съществените елементи при приготвянето на ястията е била водата. Тя се донася в жилището от селските врисьове и извори в дървени „каблици“ или в медни котли „харкоми“, носени с помощта на дървен „водач“. Като съдовете за събиране на по-голямо количество вода в запас са служили големи котли „казани“. Най-често пиенето на вода в жилищата и на нивата е ставало от „стомни“, които са били с широки „гърла“, без отделен „пирус“ за пиене, но имало и такива със специална „цицка“ за пиене, който се намира на горния край на дръжката и се наричат „стомни с пирус“. Не е било прието вода да се пие директно от котела. Може би това правило е било прието от хигиенна гледна точка – за да не се замърсява останалата вода.
Кратуните са били твърде разпространени като съдове с универсално предназначение – за „гребване“ на вода, за носене на вода – „лялька“, за пресипване – „хунийка“.
Като постоянен съд за носене на вода от овчарите, говедарите и земеделските работници е бил „бъкълът“, дървен съд подобен на бъклица.
Огънят е бил най-съществената принадлежност на всяко жилище, така необходим и при приготвянето на ястията. Огнището се е намирало като по правило в някой край на помещението (в кишъна). То е било снабдено със следните най-необходими принадлежности: железни щипки за разравяне, прибиране на огъня, за изваждане и поставяне на различни неща в него. Тези щипки се наричат „дилафе“, в предната си край са извити, в задния им край е поставена метална лента, която ги предпазва от прекомерното им разтваряне. За слагане на огъня на съдове, които не могат да бъдат окачвани пълни служи „пристьря“. По вида на формата си тя бива два вида: триъгълна и кръгла.
Коминът на огнището се нарича „буджак“. В това огнище са пекли „пити“, „зелници“, „търкалачи“ /вита баница/. Пекли са дори хляб в малки количества, за целта са използвали груби пръстени тави, наричани „понци“. Те се похлупвали отгоре с железен /ламаринен/ капак „връшник“, този връшник след похлупването се затрупвал с жарава. За печенето на хляб в по-големи количества се използват специални пещи: „хурни“. Обикновено тези пещи са ниски, подър им е измазан с тънък пласт глина. Отвън също са измазани с глина но примесена с плява. Отгоре са покрити с каменни плочи „тикли“.
Тестото за хляб се меси в голямо корито, издълбано от едно дърво, което се нарича „нощви“. Преди замесването на хляба брашното се отсява със „срумка“, която има кръгла форма. Хлябът обикновено се замесва с „квас“. В „нъщвите“ квасения хляб остава, докато „втаса“, след което го размесват „разимат го“ на „самуни“. Размесването става върху „кръг“. След това се поставя на „хлебни дъски“, върху която предварително се постила „месаль“ и стях се отнася до пеща. След изпичането хляба обратно се поставя в тях и стои там докато бъде изяден.
Приготвяли са и други тестени изделия /ястия/, като например „качамак“. Той се прави само от „рапчену брашну“, като във вряла вода над сравнително постоянен огън постепенно се сипва брашното и постоянно се бърка с „точилка“ или дървена лъжица. Бъркането продължава докато кашата се сгъсти до толкова, че да стане трудно бъркането. Качамакът е готов когато тестото започне да се отлепва от съда и бъркалката.
Ако времето е „посно“ в така приготвения качамак слагат „петмез“, ако е „блажно“ – сланина или сирене.
„Трахана“ представлява пшеничено брашно, замесено с малко вода и направено на дребни гранули, след това изсушено.
Широко известна е витата баница, „питата“, „клина“, състояща се от тънко разточени тестени листа, посипани със ситно сирене и свити на тръбичка, след което извити спираловидно една след друга във формата на кръг в тавата. Изпичането става на „връшник“. Тази баница се нарича „таркалач“. Ако баницата не е вита, а тестените „листа“ са насложени едно върху друго и сиренето е помежду им се нарича „дипла пита“. Още се правят различни видове „кулачки“ и тутманици. Те се правят с дебело разточени кори, които са пропити с мазнина.
Почти всички тестени изделия се правят върху кръга. При месенето постоянно използвани прибори са „точилката“ и малка триъгълна, желязна лопатка, с която се остъргват нощвите или кръга от полепналото тесто. Нарича се „угрипка“. От зеленчуковите ястия може би фасулът е на първо място по значение, което наричали „вариво“. Употребява се както със, така и без прибавка на мазнина. Лятно време най-често срещаното ястие е таратора. Приготвя се от счукан чесън, сол, оцет и „бърканица“.
По време на работа, на нивата или при пасане на добитъка, храненето е ставало просто на земята. Отдолу обикновено се постила торбата, в която се носи хляба и върху нея се поставя извадения хляб, сирене, лук и друга суха храна, която се носи. Сухата храна се яде направо с пръсти. В жилищата се слага ниска кръгла масичка, направена от дъски, наричана „суфра“ или „сения“. Върху нея се слага нарязаният хляб, а по средата чиния с яденето.

## Фолклор
Село Гърнати спада към Родопската фолклорна област, която е море от песни. Песента е звучна, волна, широка, гальовна. Преобладават лиричните едногласни мелодии с широкотонов обем. То е единственото неделинско село, в което не среща двугласно пеене. Характерен интервал за родопските мелодии е септимата, както и малката терца в края на песента. В Родопите народната песен се изпълнява равностойно от мъже и жени.
Старинните езикови форми, запазени в песните на населението, подсилват тяхната оригиналност и им придават особена прелест. Любими стихови стереотипи с които изпъстрят текста са: „девойко, мари хубава“, „момнеле мари хубава“, „майчинко, стара майчице“ и др.
Тук пробладават песните на седянка, които по тематика са разнообразни, но най-вече любовните, тъй като на седянка ходят предимно младите.
Обичайните песни в Родопите са на изчезване – липсват коледарските и лазарските песни. Все още са запазени сватбарските песни, които в близкото минало са заемали специално място в сватбения ритуал.
Много са разпространени песните на гурбет, които са били два типа – на тръгване и на връщане. Към тези песни спадат едни от най-поетичните образци, в които е отразена тъгата на гурбетчиите. Близки до този жанр са овчарските песни, отразяващи основния поминък на родопчанина. В тях се разкрива любовта на овчаря към стадото, към „овена вакъл, каматен“, към „първо любе“ и др.
За местните мелодии е характерно постепенно движение, но не липсват случаи и със скоково движение, при което всеки устрем нагоре се компенсира с постепенно връщане на мелодията надолу. Липсва разнообразие на метруми и размери. Преобладават песни в размер 2/4 на хоро. Голяма част от песните са бавни, често без определен размер (безмензурни). Макар и без определен размер, те все пак са подчинени на равномерна метрична пулсация, която е подредена вероятно от традицията бавните песни да се пеят едногласно от солисти или от група певци.
Музикалният инструмент, който оглася Родопите е каба гайдата. На този инструмент се изпълняват всички песенни мелодии. Освен гайдата планината постоянно ечи и от медните овчарски звънци – чановете, чийто звън напомня нежните звуци на родопската тамбура.
Хората на родопчаните са плавни, широки и с подчертани твърди стъпки. Кляканията и колениченията са съществена част и особено на бавните прави родопски хора, много често съпроводени от силни възгласи. В Родопите се играе и на песен, при което мъже или жени пеят песента, а другата група отпява. Мъжете играят по-свободно и с широки стъпки, а жените играят в затворен кръг, като са плътно наредени една до друга.
Мъжка носия
Носията спада към „чернодрешните носии“. Съставът и е богат: потурите са бозави на цвят, шаечни и прибрани към тялото. Дъната им са средно дълбоки или плитки с черна гайтанена бродерия около джобовете и по шевовете. Носят бяла риза от домашно платно или тънко сукно без бродерия, с тясна правоъгълна яка, обшита от края с цветен гайтан или ширит. Над ризата се облича елек „копаран“ – който се закопчава отпред и вдясно по цялата си дължина. Джамаданът е обточен с черни гайтани около врата, раменете, задните шевове и по краищата на предницата. Гърбът и предницата са обшити с гайтани. Върху потурите и елека се навива широк керемидено-червен вълнен пояс. Върху елека се облича връхна дреха – долама. Тя е с тесни дълги ръкави и отпред не се закопчава. По краищата е обшита с гайтани, а на гърба с гайтанена бродерия. На краката си навиват навой – от бяло платно на което навиват черни козиняни върви в установени фигури. Такива навои мъжете навиват през студените дни и в делнични дни. В празнични дни обуват подколенници обшити с гайтан. Потколенниците се изработват от бял шаяк и се завиват отзад по цялата дължина с телени копчета. Когато увиват навоя, на краката си обуват цървули от сурова говежда кожа, а когато са с подколенници, носят кожени кондури. На главата си носят кожен калпак – гугла – или плетена шапка с геврен на темето. Като връхна дреха употребяват червен вълнен шал с дълги ресни по долния край.
Женска носия
Женската носия от Гърнати включва: риза, ентерия, сая, мендил, кушак, елек и кърпа. Ризата е от лито тъкано платно, бяла на цвят и ярко обагрена с червено – оранжеви кенари. Кройката и е туникообразна, а краищата на ръкавите и са обточени с тясна ивица червен плат. Върху нея се носи ентерия – горна дреха с ръкави, украсена с най-различни шарки. От горе се облича сая, имаща няколко разновидности: „кутния“ и „сегя“ са носени от момите, а невястите носели „манца“ или „шам“. Кутнията е червена или оранжева на цвят с украса, ушита е от лит басмян плат. Между гръбната майка и страничните клинове са оставени високи процепи, стигащи до талията. Кутнията има 2 предни и 1 задно цяло крило – при работа предните крила се завръзват отзад на кръста. Пазвената изрезка е правоъгълна, дълбоко изрязана. Всички краища и ръбове на дрехата са обточени с черен, домашно плетен гайтан, а цялата сая е подплатена с памучен жълт хастар. Сегята съвпада напълно с кутнията, единствената разлика е, че тази сая е без ръкави и се носела през лятото. Друг вид сая е манцата – вълнена, ушита от лит, раиран по основата с бяло-лилав плат. Кройката и пазвената изрезка са същите, освен че предните крила на манцата са разширени с тесни клинове, стигащи до пазвата. Шамът е четвъртият вид сая – не се различава по нищо от манцата, освен по цвета – тъмносин или черен. Върху саята се слага малко елече, което се закопчава отпред. На кръста се препасва триъгълен пояс, със спуснати вертикални ресни (рехи), наречен кушак. Отпред се завръзва престилка, наречена с името мендил. Целият мендил представлява много на брой квадрати от преплитащи се червен и бял цвят на тъмен фон. В долния край на мендила има 5 – 6 редова шарка от различни геометрични фигури – кръгове, кръстове, квадрати и др. Жените са носели в миналото кундури, а по-нататък във времето са заменени от емении (галоши). На главата се носи 2 вида кърпа – еръм или дюльбен. Еръмът е шарена кърпа, предимно винено-червена, бяла, зелена, като освен основния цвят има допълнителна украса от цветя и шарки. Дюльбенът представлява бяла кърпа, която много рядко има украса от червени кенари по краищата. Забраждането става като двата края на кърпата се възсукват назад и се завръзват, така че половината от челото да е покрито.

## Занаяти
През вековете занаятите са се предавали по наследство от баща на син, от майка на дъщеря. Не е имало учебници, по които да се изучава едно или друго умение. Основно средство за предаване на информацията и тайната на занаята е било личното посвещение от майстора към чирака. В този процес се заключава част от мистиката на всеки занаят, практикуван по нашите земи. Обучението е започвало от ранна детска възраст – в този период ученикът се е наричал чирак, който след години на работа при майстора е полагал изпит за калфа. На калфата са били поверявани за изпълнение отделни елементи от технологията по изработката на даден предмет. След като е усвоил всички тънкости на занаята, ученикът е полагал изпит пред цялата чаршия и пред очите на всички хора от едно населено място. Ако се е представял добре, хората са му присъждали титлата майстор. За новия майстор, който имал право да отвори дюкян на чаршията и да наема чираци и калфи, е започвал периодът, в който от занаятчия се е превръщал в творец Във фолклора на Гърнати има фраза, която се употребява като определение – „надмина учителя си“. С тази фраза хората изразяват своето възхищение към творчеството на човека, който е направил от обикновения делничен предмет произведение на изкуството.
Грънчарство
Грънчарството е свързано с изработването на глинени съдове: гърнета, стомни, паници, блюда, делви, гювечи, кадилници и други предмети. Изключително разпространен занаят, упражняван почти във всяко по-голямо селище в миналото. Забележително майсторство се наблюдава във формата на затворените съдовете (стомни, крондири), които изумяват със своята пропорционалност между шийката, тялото и дръжките.
Колоритът от шарки върху керамиката се постига чрез няколко способа на оцветяване: гравиране, цветно рисуване и апликиране на добавъчни фигури. Гравирането се нарича шарене и се извършва чрез въртене на грънчарското колело при което се образуват известните вълнообразни черти, ивици и дъговидни форми.
С цветното рисуване се начертават фигури на цветя, птици и други животни. Изключително място в грънчарското изкуство заемат завършените комини, които са служели за декоративна украса. Тяхното многообразие може да се наблюдава в района на Копривщица и Панагюрище. Грънчарството не може да се разказва – то спонтанно възбужда въображението на съзерцателя с преливащите се форми и цветове.
Медникарство
Медникарите изработват около 30 вида съдове с различно предназначение. Част от тях са съдове за битова употреба – котли, тенджери, тави, тигани, купи, лъжици. Други са за религиозни цели – котлета за светена вода, купи за мед при различни обреди, свещници, и др. Голяма част от медникарството съставляват казаните – бояджийски, абаджийски, а по-късно и казани за производство на ракия.
Саханите са най-разпространените през епохата на Възраждането медни съдове, чиито днешни заместители са чиниите и супниците. Също така широко разпространени са били купите и котлите. Котлите се използват за носете на вода, за доене на мляко от крави, овце и кози, за носене на течна храна на полето. Намират широко приложение и в религиозните практики. Понякога към „ушите“ на съда има прикрепени халки за носене на цветя или за издаване на лек звън. Котлите са използвани също и за домакински нужди, като в по-големите по размери съдове се приготвяли гозби при сватби и помени. Естетическото въздействие на медните съдове се дължи не толкова на украсата, колкото на формата им. Оригиналната линия обикновено е в пълно съответствие с предназначението на медния съд. Поради почти еднаквото си предназначение нямат особени разлики във формата. Някои от тях са с отвесни стени, други имат вдлъбнатина на дъното, а други са с конусовидна форма.
Украсата на медните съдове е ярка и оригинална. Българските майстори от онова време издигат занаята си до приложно изкуство. При традиционната украса орнаментите са семпли, разположени симетрично спрямо центъра на съда. Техниките за украса на медните съдове са гравиране с шило, гравиране с киселина, релефно изковаване. Декоративните мотиви обикновено са геометрични фигури, растения, образи на животни, по-рядко битови предмети и архитектура (къщи и култови постройки).
Гайтанджийство
Гайтанджийството е занаят за производство на гайтан – плетен вълнен шнур, с който се украсяват традиционните дрехи от аба. Като занаят съпътства абаджийството и терзийството. Първоначално гайтаните се изработват ръчно – жените предат вълната и ги изплитат. По-късно се използва рудана, производството се механизира и гайтанджиите изкупуват готова прежда.
Тъкачество
Тъкачеството е един от най-древните занаяти по българските земи. То е следствие от традицията, широко разпространена по целия Балкански полуостров, свързана със скотовъдството. След прибирането на стадата в кошарите започвало стригането на овцете, от което се е получавала началната, сурова вълна. Технологичният цикъл за производство на изделия от вълна, започва с очистването на грубата суровина от груби остатъци. Вълната се попарва с вода за да се отстрани мазнината, която се съдържа във вълната.
След изсушаване на слънце започва разчепкването на вълната, което става с ръце и от нея се премахват слама и тръни, които са останали след изпирането.
Разчепканата вълна се разчесва с гребен или дарак, който има два реда дълги железни шипове.
След многократното разчепкване на вълната, от нея се отделят дългите влакна във вид на добре изправени пасма, наричани пластове.
Преденето е процес, който се извършва по няколко начина в зависимост от това, какъв конец се цели да бъде извлечен от вълната. Най-финото предене на конец се извършва чрез дървени хурки, които в различните региони на страната имат специфична геометрия, която определя напридането на вълната върху вретеното. За по-грубите тъкани и за по-дебел конец се ползва предене на рудан. За разлика от фините конци (прежда), получавани от дървените хурки, които са предназначени за изтъкаване на платове за дрехи, грубите конци са използват за изтъкаването на килими и черги, дебели връхни дрехи и др., които изискват по-голяма дълготрайност на материята.

## Кухня
Характерни ястия за село Гърнати са: пататник, качамак, родопска баница, тиквеник, баргул – чорба от царевица и фасул, колаци, палачинки, чейреци (мекици), месни специалитети: чеверме, скара, задушено пиле и др.

## Личности
Почетен жител на селото е фолклорният изпълнител Филип Синапов, който слави името на Гърнати.